# Adarrus beirae
Adarrus beirae är en insektsart som beskrevs av Lindberg 1960. Adarrus beirae ingår i släktet Adarrus och familjen dvärgstritar. Inga underarter finns listade i Catalogue of Life.